# 道の駅青雲橋
道の駅青雲橋（みちのえき せいうんばし）は、宮崎県西臼杵郡日之影町にある国道218号の道の駅である。

## 概要
国道に架かる道路橋としては東洋一の規模を誇るアーチ橋、青雲橋（高さ137メートル、長さ410メートル）のたもとに位置する。令和元年11月1日にリニューアルオープンした。 伝統工芸である竹細工を各所に配した施設に、レストラン、特産販売所、観光案内所を備える。

## 施設

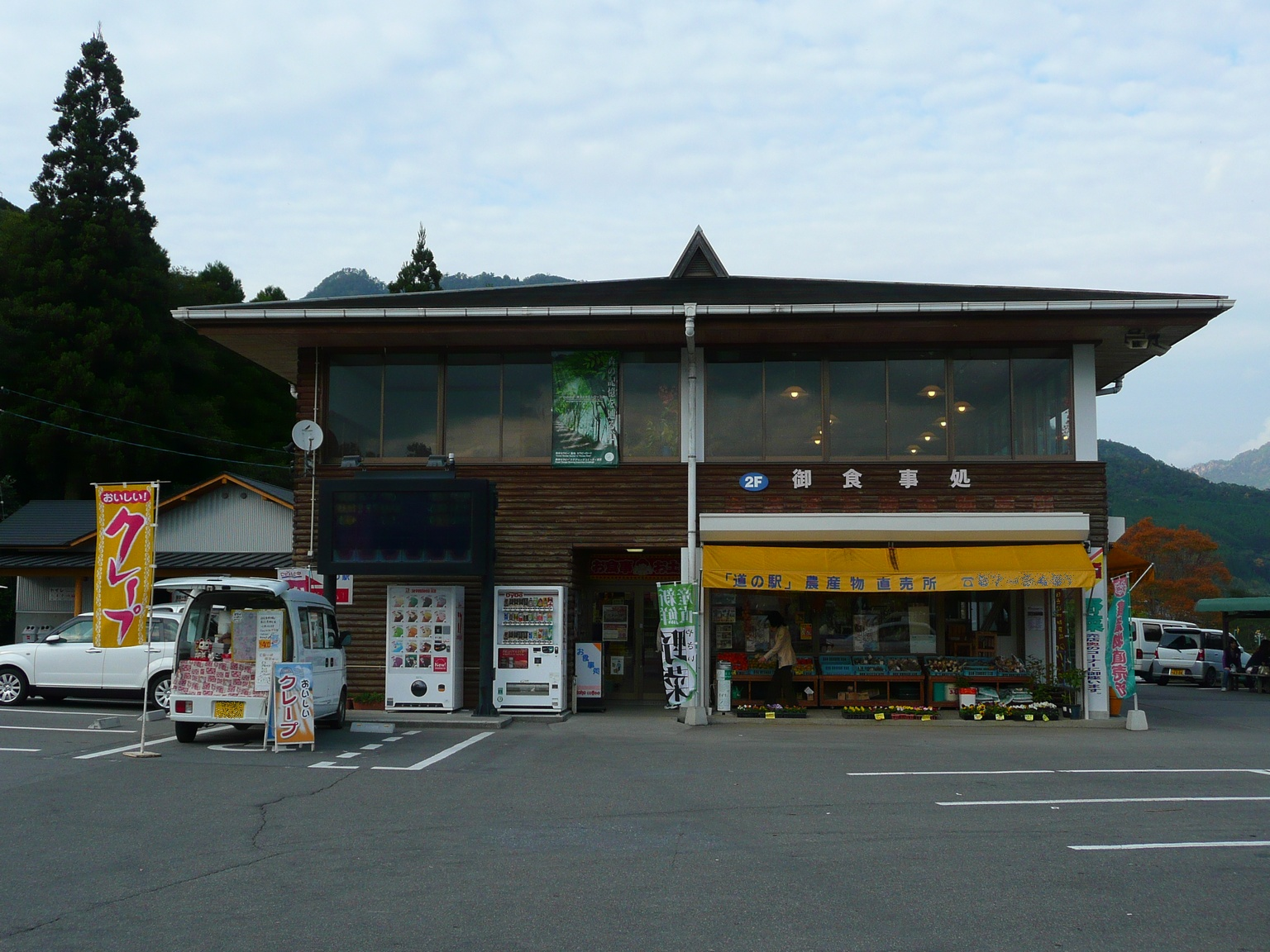
初代施設（2009年撮影。2代目建物の完成後に解体、駐車場敷地に転用されている）

- 駐車場
  - 普通車：50台
  - 大型車：5台
  - 身障者用：2台
- トイレ
  - 男：大 3器（1器）、小 8器（2器）
  - 女：7器（1器）
  - 身障者用：1器（1器）

※（）内は、24時間利用可能
- 公衆電話
- 公衆FAX
- レストラン（10:00 - 16:00）
- 喫茶店（10:00 - 16:00）
- 特産物販売所

## 休館日
- 年中無休

## アクセス
- 国道218号 - 登録路線

## 周辺

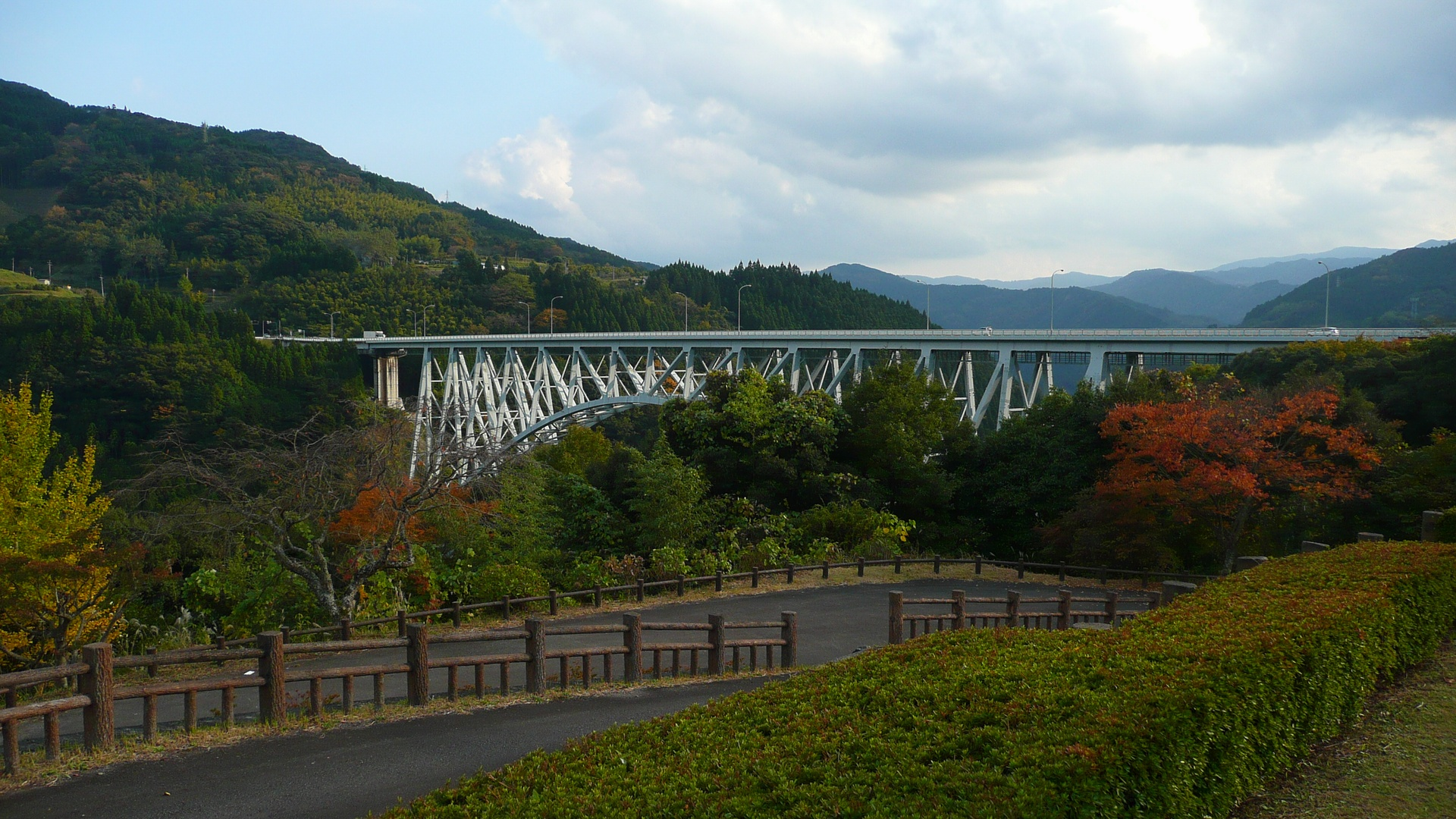
青雲橋

- 青雲橋
- 青雲公園
- 日之影町役場
- 五ヶ瀬川
- 日之影川